# Phase II
Phase II  —en español: Fase 2— es el segundo álbum de estudio del cantante Prince Royce, fue lanzado a al mercado el 10 de abril de 2012 en Latinoamérica y Estados Unidos. En España el álbum fue lanzado el 24 de julio de 2012.
El álbum se certificó con disco de platino por Recording Industry Association of America (RIAA) de Estados Unidos, solo seis meses después de su lanzamiento. Más tarde fue nominado al Mejor Álbum Tropical en los Premios Grammy Latinos de 2012, la tercera nominación al Grammy Latino de Royce.

## Antecedentes
El álbum contiene doce pistas con Royce incorporando una variedad de estilos musicales a su trabajo, incluyendo bachata, pop latino, R&B y mariachi. Phase II contiene canciones en inglés y español, con melodías atípicas a la música tradicional de bachata, que se había considerado como el género musical principal de Royce desde el lanzamiento de su álbum debut de estudio homónimo en 2010.

## Promoción

### Sencillos
El 2 de enero de 2012 se lanzó el primer sencillo del álbum, se tituló «Las cosas pequeñas». El sencillo se posicionó en el primer puesto del Billboard Latin Pop Songs y del Billboard Hot Latin Songs. Finalmente, se colocó en el puesto sesenta y nueve del Billboard Hot 100. El video musical fue dirigido por Carlos Pérez y se filmó en el Parque Central de la ciudad de Nueva York, donde nació y se crio el cantante. El 3 de febrero de 2012 estrenó el video musical a través de Youtube.

## Lista de canciones
| Phase II |                                                      |                                                                  |          |  |
| N.º      | Título                                               | Escritor(es)                                                     | Duración |  |
| 1.       | «Prelude» (featuring La Bruja)                       | Caridad De La Luz                                                | 1:25     |  |
| 2.       | «Incondicional»                                      | Daniel Santacruz, Geoffrey Rojas, Sergio George                  | 3:27     |  |
| 3.       | «Las cosas pequeñas»                                 | George, Rojas                                                    | 3:35     |  |
| 4.       | «Addicted»                                           | Erik Nelson, Nasri Atweh, Jessica Castellanos, Emile Ghantous    | 3:55     |  |
| 5.       | «Eres tú»                                            | Rojas, Jorge Luis Chacin, Guianko Gómez                          | 3:12     |  |
| 6.       | «Memorias»                                           | Rojas, George                                                    | 3:33     |  |
| 7.       | «Hecha para mí»                                      | Gómez, Rojas                                                     | 3:37     |  |
| 8.       | «Close to You»                                       | George, Rojas, Gómez, Atweh                                      | 4:11     |  |
| 9.       | «Dulce» (Versión bachata)                            | George, Rojas                                                    | 4:04     |  |
| 10.      | «Mi habitación»                                      | George, Rojas, José Durán                                        | 4:11     |  |
| 11.      | «It's My Time»                                       | Gómez, Dakari, Rojas                                             | 3:55     |  |
| 12.      | «Te me vas»                                          | Guainko Webster Batista Fernández de Gómez, Efraín Dávila, Rojas | 3:18     |  |
| 13.      | «Dulce» (Versión acústica (featuring Arthur Hanlon)) | George, Rojas                                                    | 3:47     |  |

| Bonus Track |                                         |               |          |  |
| N.º         | Título                                  | Escritor(es)  | Duración |  |
| 14.         | «Las cosas pequeñas» (Versión acústica) | George, Rojas | 3:40     |  |

| Bonus Tracks: Temas del álbum de debut |                        |                                         |                               |          |  |
| N.º                                    | Título                 | Escritor(es)                            | Productor(es)                 | Duración |  |
| 14.                                    | «Stand By Me»          | Ben E. King, Mike Stoller, Jerry Leiber | Andrés Hidalgo, Sergio George | 3:25     |  |
| 15.                                    | «Corazón sin cara»     | Geoffrey Rojas                          | Hidalgo, George               | 3:31     |  |
| 16.                                    | «El amor que perdimos» | Rojas, Hidalgo                          | Hidalgo                       | 4:05     |  |

| Deluxe Edition - CD & DVD |                                      |          |  |
| N.º                       | Título                               | Duración |  |
| 1.                        | «Las cosas pequeñas (Live)»          |          |  |
| 2.                        | «Te me vas (Live)»                   |          |  |
| 3.                        | «Incondicional (Live)»               |          |  |
| 4.                        | «Addicted (Live)»                    |          |  |
| 5.                        | «Lindas memorias (Live)»             |          |  |
| 6.                        | «Mi habitacíon (Live)»               |          |  |
| 7.                        | «Interview (español)»                |          |  |
| 8.                        | «Interview (inglés)»                 |          |  |
| 9.                        | «Addicted (vídeo musical)»           |          |  |
| 10.                       | «Las cosas pequeñas (vídeo musical)» |          |  |

## Posicionamiento en listas
| Listas (2012)                     | Mejor posición |
| --------------------------------- | -------------- |
| Estados Unidos (Billboard 200)    | 16             |
| Estados Unidos (Digital Albums)   | 18             |
| Estados Unidos (Top Latin Albums) | 1              |
| Estados Unidos (Tropical Albums)  | 1              |

| Listas (2012)                     | Mejor posición |
| --------------------------------- | -------------- |
| Estados Unidos (Top Latin Albums) | 2              |
| Estados Unidos (Tropical Albums)  | 2              |

## Certificaciones
| País           | Organismo certificador | Certificación | Ventas certificadas | Ref.  |
| -------------- | ---------------------- | ------------- | ------------------- | ----- |
| Estados Unidos | RIAA                   | Platino       | 100 000             | [ 5 ] |